# Ariane Schluter
Ariane Schluter (Voorburg, 1 februari 1966) is een Nederlandse actrice en 
literair vertaler vanuit het Engels. Schluter is tweevoudig winnares van de prestigieuze Theo d'Or toneelprijs (2003, 2004). Op 24 november 2010 ontving zij uit handen van Anne Wil Blankers de Theo Mann-Bouwmeesterring. Deze droeg ze in januari 2017 over aan Halina Reijn.

## Loopbaan

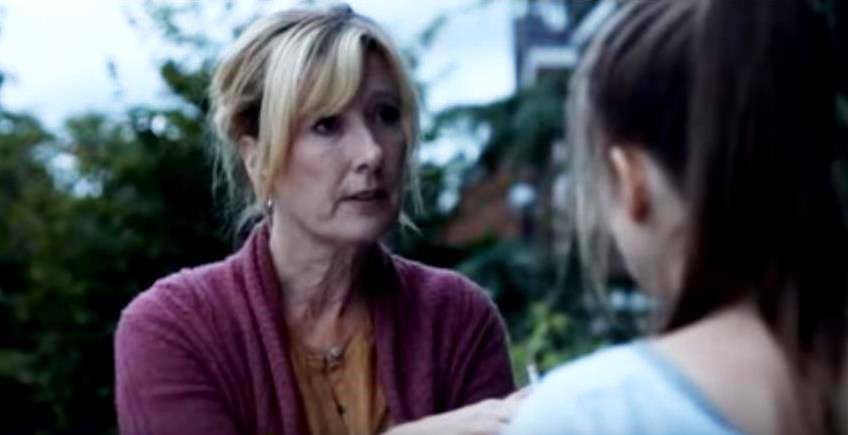
Ariane Schluter in de tv-film De prijs van de waarheid (2015)

Ariane Schluter volgde na haar middelbare school de Toneelacademie Maastricht waar ze in 1989 afstudeerde. Ze speelde bij verschillende theatergezelschappen en was langere tijd verbonden aan Het Nationale Toneel. Daar speelde ze in stukken als Medea, Drie zusters, Ideale man en Strange Interlude. Ze werkte veel samen met regisseur Johan Doesburg met wie ze onder andere Mystiek lichaam tot toneel bewerkte. Schluter is ook te zien in de titelrol van de film Lucia de B. van Paula van der Oest (gebaseerd op de zaak-Lucia de Berk) en speelde in onder meer Kleine Teun van Alex van Warmerdam en Terug naar de kust naar de thriller van Saskia Noort. In 2015 speelde zij de hoofdrol in de politieserie NoordZuid en in 2018 in De Matchmaker van Jeroen Houben.
Op het Nederlands Film Festival van 1994 won Schluter een Gouden Kalf voor de film 06 van Theo van Gogh en in 2015 voor haar rol in Een goed leven van Aaron Rookus. In 2017 kreeg ze de MIFF award in Milaan voor haar rol in Lucia de B. De Theo d'Or kreeg ze in 2003 voor haar spel als Nina Leeds in Strange Interlude van Eugene O'Neill en in 2004 voor haar rol als Brenda in Eden van Eugene O'Brien. 
Bij De TV-Beelden 2016 won Schluter de prijs voor beste hoofdrol voor haar rol in 'One Night Stand' Een goed leven.

## Toneel
- Augustus: Oklahoma (2023)... Toneelgroep Maastricht
- Sexual Healing (2019)... Het Nationale Theater
- People, Places & Things (2018)... Toneelgroep Oostpool
- Een meeuw (2017)... Toneelgroep Oostpool
- La Musica 2 (2016)...Theater Utrecht
- De Freudjes, geen familie (2016)... Mugmetdegoudentand
- De Ideale Man (2013)... Het Nationale Toneel
- Strange Interlude (reprise 2013)... Het Nationale Toneel
- Drie zusters (2012)...Het Nationale Toneel
- Alleen voor jullie (2012)... Het Nationale Toneel
- Midzomernachtdroom (2011)... Het Nationale Toneel
- Verre vrienden (2010)... Het Nationale Toneel
- Tirza (2010)... Het Nationale Toneel
- Ultimo (2009)... Het Nationale Toneel/Orkater
- Medea (2008)...Het Nationale Toneel
- Lange dagreis naar de nacht (2008)... Het Nationale Toneel
- Liaisons dangereuses (2007)... Het Nationale Toneel
- Wees ons genadig (2007)... Mexicaanse Hond
- Dienstmeid Zerline (2006)... Orkater
- Phedre (2005)... Het Nationale Toneel
- Eden (2004)... Het Groot Hoofd
- Demonen (2004)... Het Nationale Toneel
- Braambos (2003)... Het Toneel Speelt
- Strange Interlude (2003)... Het Nationale Toneel
- Dans van de reiger (2002)... Het Toneel Speelt
- Maria Stuart (2001)... Het Groot Hoofd
- Zwarte Pool (2000)... Het Toneel Speelt
- Blasted (1999)... Het Nationale Toneel
- Ifigeneia in Aulis (1998)... Hollandia
- Kleine Teun (1996)... Mexicaanse Hond
- Mystiek Lichaam (1995)... Het Nationale Toneel
- Troilus en Cressida (1994)... Het Nationale Toneel
- 06 (1993)... Het Nationale Toneel/De Bastaard
- Kaatje is verdronken (1992)... Orkater
- Lunch (1991)... De Bastaard
- Stuk zonder titel (1991)... Onafhankelijk Toneel
- Grieks (1990)... De Bastaard

## Filmografie
- De F*ckulteit (2025) | Wanda Degens
- Torch Song (2024)... Kunstdocent
- Zina (2022-2024)… Moeder van Sophia
- Mijn vader is een vliegtuig (2021)... Mevrouw Vogel
- Thuisfront (2021)... Vera Koster
- Instinct (2019)... Directrice
- Ik weet wie je bent (tv) (2018)...Alize Kasteel
- De Matchmaker (film) (2018)...Marja
- Niemand in de stad (film) (2018)...Moeder
- Export Baby (tv) (2018)...adoptiebureaudirecteur
- Klein IJstijd (film) (2017)...Valerie
- La Famiglia (2016) (tv) ... Marloes Esposito
- De prijs van de waarheid (2015) (tv) ... Ellen
- NoordZuid (2015) (tv) ... Dana van Randwyck
- Lucia de B. (2014) ... Lucia de Berk
- Matterhorn (2013) ... Saskia
- Borgman (2013) ... vrouw van de tuinman
- De Marathon (2012) ... Lenie, vrouw van Gerard
- Golden Girls (2012) ... zus van Barbara
- Cop vs Killer (2012) ... Shirley
- 170 Hz (2011) ... moeder Nick
- Razend (2011) ... moeder van Sven
- Terug naar de kust (2009) ... Ans
- Pandora's la (2007) ... Dominique/Monica
- Ober (2006) ... Victoria
- Kilkenny Cross (2006) (tv) ... Anna
- Johan (2005) ... Millie Dros
- 06/05 (2004) ... ex Jim
- Schat (2004) ... Eva
- Resistance (2003) ... Beatrice Benoit
- De sluikrups (2002) ... Tessa
- De afrekening (2002) (tv)
- Polonaise (2002) (tv) ... Vera
- Ware Liefde (2002) (tv) ... Myrthe
- Rent a Friend (2000) .... Mrs. Bloedworst
- De rode zwaan (1999) ... Dokter
- Enigma (1999) (tv)
- Zaanse nachten (1999) (tv)
- Kleine Teun (1998) .... Lena
- De angst van Zorg (1997) (tv) ... Moeder van Zorg
- De verstekeling (1997) ... Katharina
- Zwarte sneeuw  (tv) (1996) ... Tessa
- De jurk (1996) ... Johanna
- De schaduwlopers (1995) ... serveerster
- Eenmaal geslagen, nooit meer bewogen (1995) ... Gina
- 06 (1994) ... Sarah Wevers
- Dag Juf, tot morgen (1994) (tv) ... moeder van Teet, winkelbediende bakkerij
- Sneeuwval (1993) ... Arjanne
- Mus (TV) (1993) ... buurvrouw